# David Chipperfield
David Alan Chipperfield CH • CBE • RA • RDI • RIBA • HRSA (Londres, 18 de dezembro de 1953) é um arquiteto inglês. Ele fundou a David Chipperfield Architects em 1985, que se tornou uma prática arquitetônica global com escritórios em Londres, Berlim, Milão e Xangai.
Em 2010, recebeu o Prêmio Wolf de Artes, e em 2023, Chipperfield ganhou o Prêmio Pritzker de Arquitetura, considerado o prêmio de maior prestígio da arquitetura. Seus principais trabalhos incluem o Museu River and Rowing em Henley-on-Thames, Inglaterra (1989–1998); o Museu de Literatura Moderna em Marbach, Alemanha; a Biblioteca Pública de Des Moines, em Iowa (2002–2006); o Neues Museum, em Berlim (1997–2009); a galeria Hepworth Wakefield em Wakefield, Reino Unido (2003–2011); o Museu de Arte de Saint Louis, Missouri (2005–2013); e o Museo Jumex na Cidade do México (2009–2013).